# Xiangfen
Xiangfen léase Siáng-Fen (en chino:襄汾县, pinyin:Xiāngfén xiàn) es un condado bajo la administración directa de la ciudad-prefectura de Linfen. Se ubica al suroeste de la provincia de Shanxi, este de la República Popular China. Su área es de 1304 km² y su población total para 2010 fue +400 mil habitantes.

## Administración
El condado de Xiangfen  se divide en 13 pueblos que se administran en 7 poblados y 6 villas.